# Siméon-Martin Laigre
 (janvier 2022).
Si vous disposez d'ouvrages ou d'articles de référence ou si vous connaissez des sites web de qualité traitant du thème abordé ici, merci de compléter l'article en donnant les références utiles à sa vérifiabilité et en les liant à la section « Notes et références ».
Siméon-Martin Laigre, ou Marin-Siméon-René Laigre, né à Vaucé, possiblement le 29 juillet 1770 dans la partie ornaise de la commune, et mort à Paris en 1826, est un homme d'Église français.

## Biographie
Professeur au collège de Mayenne depuis 1789. Il est ordonné prêtre par l'évêque constitutionnel Noël-Gabriel-Luce Villar qui le nomme aussitôt vicaire épiscopal. Le 1er février 1792, il est nommé professeur de seconde et de rhétorique au collège de Laval.
Le 25 septembre 1792, il est directeur du Séminaire, situé à Sainte-Catherine, avec un traitement de 800 livres accordé par le département de la Mayenne. Le Séminaire est du reste transféré lui-même au monastère des Ursulines de Laval quelques semaines plus tard. 
Il reste en fonction après le départ de Dominique Rabard. Il renonce au métier de prêtre, le 3 brumaire an II, et est maintenu au collège de Laval pendant la Terreur. Il est ensuite professeur à l'école centrale de Laval, puis à l'école secondaire de Laval, et est appelé en 1806 au lycée d'Angers. Il devint en 1809 professeur à l'école de cavalerie de Saint-Germain, bientôt réunie à celle de Saint-Cyr, et demeura en fonctions sous la Restauration.
Il est mort à Paris en 1826.